# Ønnestad
Önnestad (dansk: Ønnestad eller Ønnested) er en by i Kristianstads kommun i Skåne län  med 1.378(2010) indbyggere.

## Historie
Fra 1543 til sin død i 1558 havde Børge Jensen Ulfstand Ønnestad Len i pant. I 1559 fik herefter Axel Tønnesen Viffert det i pant. Det blev indløst i 1563, hvorefter Hans Spiegel fik det. I 1577 fik Henrik Below Ønnestad i forlening, og i 1579 skænkede kongen lenet til Johan Due.
Under Kalmarkrigen blev Ønnestad i 1612 brændt ned af svenske tropper.
I den Skånske Krig (1675-79) havde den danske hær i 1678 feltlejr i Ønnestad, inden tropperne blev kaldt tilbage.

## Ønnestad Sogn
Önnestads socken er et matrikelsogn i Västra Göinge herred i Skåne. 
I 1862 overtog Önnestads församling ansvaret for de kirkelige sager, mens den nyoprettede Önnestads landskommun overtog de verdslige sager. 
I 2003 blev Önnestads församling en del af Araslövs församling. Den delvist restaurerede ødekirke i Araslöv ejes Kungliga Vitterhets Historie och Antikvitets Akademien og forvaltes af Riksantikvarieämbetet.
Önnestads landskommun blev indlemmet i Araslövs landskommun i 1952 og i Kristianstads stad i 1967. Siden 1971 er Färlöv Sogn er del af Kristianstads kommun.
Mellem 1931 og 1967 havde Ønnestad Kirkeby status som et municipalsamhälle (tætbygget område). Den lille landsby Ullstorp ligger også i sognet. 
56°03′28″N 14°01′23″Ø / 56.05778°N 14.02306°Ø